# Petropolje
Petropolje (Servisch cyrillisch Петропоље) is een plaats in de Servische gemeente Kraljevo. De plaats telt 286 inwoners (2002).